# Ведмідь барибал
{{#ifeq:0|0|{{#if:|{{#if:Ursusamericanus|[[]}}|}}}}
Ведмі́дь північноамерика́нський, ведмі́дь америка́нський ведмі́дь чо́рний, або бариба́л (Ursus americanus) — ссавець родини ведмедевих, вид роду ведмідь (Ursus).
Довжина тіла: 150—180 см, ріст у холці 60—90 см, довжина хвоста: 12 см, вага 50—200 кг. Вагітність триває 7 місяців, народжується 2–3 дитинчат, статева зрілість настає у 3,5—5,5 років, тривалість життя 30 років.

## Поширення
Це найпоширеніший північноамериканський ведмідь, зустрічається від півночі Аляски і Канади до центральної Мексики (штати Наяріт і Тамауліпас) та від Атлантичного до Тихоокеанського узбережжя. Трапляється в 39 з 50 штатів США і у всіх канадських провінціях. Це єдиний ведмідь, який пережив останній льодовиковий період у Північній Америці.

## Таксономія та еволюція
Попри те, що вони живуть у Північній Америці, барибали не мають близького споріднення з бурими та білими ведмедями; генетичні дослідження показують, що вони відокремилися від спільного предка 5,05 мільйона років тому. Американський та азійський чорні ведмеді вважаються сестринськими таксонами і тісніше пов'язані один з одним, ніж з іншими сучасними видами ведмедів.
Згідно з останніми дослідженнями, ведмідь малайський також близько споріднений з цим таксоном.
Маленький примітивний ведмідь Ursus abstrusus є найстарішим відомим північноамериканським викопним представником роду Ursus, датований 4,95 млн років тому.
Тому ймовірно U. abstrusus може бути прямим предком американського чорного ведмедя, який еволюціонував у Північній Америці. Хоча Вулвертон і Лайман все ще вважають U. vitabilis «очевидним попередником сучасних чорних ведмедів», його також класифікували як U. americanus.
Предки американських чорних ведмедів і азійських чорних ведмедів зазнали дивергенції від малайських ведмедів 4,58 млн років тому. Дивергенція американських чорних ведмедів від азійських чорних ведмедів відбулась 4,08 млн років тому. Найдавніші скам'янілості американського чорного ведмедя, які були знайдені у Порт-Кеннеді, штат Пенсільванія, дуже нагадують азійські види, хоча пізніші зразки виросли до розмірів, порівнянних з ведмедями гризлі. З голоцену до сьогодення американські чорні ведмеді, ймовірно, зменшилися в розмірах, але це оскаржується через проблеми з датуванням цих викопних зразків.
Американський чорний ведмідь жив у той же період, що й велетенський та малий короткомордий ведмідь та флоридський очковий ведмідь (Tremarctos floridanus). Ці Tremarctinae еволюціонували від ведмедів, які емігрували з Азії в Америку 7—8 млн років тому. Вважається, що велетенський та малий короткоморді ведмеді були більш м'ясоїдними, а очковий ведмідь Флориди — більш травоїдним, тоді як американські чорні ведмеді залишалися всеїдними, як і їхні азійські предки.
Всеїдність американського чорного ведмедя дозволяла йому використовувати ширший раціон і була вказана як причина, чому з цих трьох родів тільки він пережив кліматичні та вегетативні зміни протягом останнього льодовикового періоду, тоді як інші, більш спеціалізовані північноамериканські хижаки вимерли. Проте й Arctodus, і Tremarctos пережили кілька інших попередніх льодовикових періодів.
Після того, як ці доісторичні урсиди вимерли під час останнього льодовикового періоду 10 000 років тому, американські чорні ведмеді були, ймовірно, єдиними ведмедями, присутніми на більшій частині Північної Америки до моменту міграції бурих ведмедів до Північної Америки.

### Кладограма
За Краузе та ін.:

|  | Ведмідь білий (Ursus maritimus) |
|  |                                 |
|  | Ведмідь бурий (Ursus arctos)    |
|  |                                 |

|  | \| \| Ведмідь барибал (Ursus americanus) \| \| \| \| \| \| Ведмідь гімалайський (Ursus thibetanus) \| \| \| \| |
|  | |
|  | Ведмідь малайський (Helarctos malayanus)                                                                       |
|  | |
|  | Ведмідь барибал (Ursus americanus)                                                                             |
|  | |
|  | Ведмідь гімалайський (Ursus thibetanus)                                                                        |
|  | |

|  | Ведмідь барибал (Ursus americanus)      |
|  |                                         |
|  | Ведмідь гімалайський (Ursus thibetanus) |
|  |                                         |

|  | Ведмідь білий (Ursus maritimus) |
|  |                                 |
|  | Ведмідь бурий (Ursus arctos)    |
|  |                                 |

|  | \| \| Ведмідь барибал (Ursus americanus) \| \| \| \| \| \| Ведмідь гімалайський (Ursus thibetanus) \| \| \| \| |
|  | |
|  | Ведмідь малайський (Helarctos malayanus)                                                                       |
|  | |
|  | Ведмідь барибал (Ursus americanus)                                                                             |
|  | |
|  | Ведмідь гімалайський (Ursus thibetanus)                                                                        |
|  | |

|  | Ведмідь барибал (Ursus americanus)      |
|  |                                         |
|  | Ведмідь гімалайський (Ursus thibetanus) |
|  |                                         |

|  | Ведмідь білий (Ursus maritimus) |
|  |                                 |
|  | Ведмідь бурий (Ursus arctos)    |
|  |                                 |

|  | \| \| Ведмідь барибал (Ursus americanus) \| \| \| \| \| \| Ведмідь гімалайський (Ursus thibetanus) \| \| \| \| |
|  | |
|  | Ведмідь малайський (Helarctos malayanus)                                                                       |
|  | |
|  | Ведмідь барибал (Ursus americanus)                                                                             |
|  | |
|  | Ведмідь гімалайський (Ursus thibetanus)                                                                        |
|  | |

|  | Ведмідь барибал (Ursus americanus)      |
|  |                                         |
|  | Ведмідь гімалайський (Ursus thibetanus) |
|  |                                         |

|  | Ведмідь білий (Ursus maritimus) |
|  |                                 |
|  | Ведмідь бурий (Ursus arctos)    |
|  |                                 |

|  | \| \| Ведмідь барибал (Ursus americanus) \| \| \| \| \| \| Ведмідь гімалайський (Ursus thibetanus) \| \| \| \| |
|  | |
|  | Ведмідь малайський (Helarctos malayanus)                                                                       |
|  | |
|  | Ведмідь барибал (Ursus americanus)                                                                             |
|  | |
|  | Ведмідь гімалайський (Ursus thibetanus)                                                                        |
|  | |

|  | Ведмідь барибал (Ursus americanus)      |
|  |                                         |
|  | Ведмідь гімалайський (Ursus thibetanus) |
|  |                                         |

|  | Ведмідь білий (Ursus maritimus) |
|  |                                 |
|  | Ведмідь бурий (Ursus arctos)    |
|  |                                 |

|  | \| \| Ведмідь барибал (Ursus americanus) \| \| \| \| \| \| Ведмідь гімалайський (Ursus thibetanus) \| \| \| \| |
|  | |
|  | Ведмідь малайський (Helarctos malayanus)                                                                       |
|  | |
|  | Ведмідь барибал (Ursus americanus)                                                                             |
|  | |
|  | Ведмідь гімалайський (Ursus thibetanus)                                                                        |
|  | |

|  | Ведмідь барибал (Ursus americanus)      |
|  |                                         |
|  | Ведмідь гімалайський (Ursus thibetanus) |
|  |                                         |

|  | Ведмідь білий (Ursus maritimus) |
|  |                                 |
|  | Ведмідь бурий (Ursus arctos)    |
|  |                                 |

|  | \| \| Ведмідь барибал (Ursus americanus) \| \| \| \| \| \| Ведмідь гімалайський (Ursus thibetanus) \| \| \| \| |
|  | |
|  | Ведмідь малайський (Helarctos malayanus)                                                                       |
|  | |
|  | Ведмідь барибал (Ursus americanus)                                                                             |
|  | |
|  | Ведмідь гімалайський (Ursus thibetanus)                                                                        |
|  | |

|  | Ведмідь барибал (Ursus americanus)      |
|  |                                         |
|  | Ведмідь гімалайський (Ursus thibetanus) |
|  |                                         |

|  | Ведмідь білий (Ursus maritimus) |
|  |                                 |
|  | Ведмідь бурий (Ursus arctos)    |
|  |                                 |

|  | \| \| Ведмідь барибал (Ursus americanus) \| \| \| \| \| \| Ведмідь гімалайський (Ursus thibetanus) \| \| \| \| |
|  | |
|  | Ведмідь малайський (Helarctos malayanus)                                                                       |
|  | |
|  | Ведмідь барибал (Ursus americanus)                                                                             |
|  | |
|  | Ведмідь гімалайський (Ursus thibetanus)                                                                        |
|  | |

|  | Ведмідь барибал (Ursus americanus)      |
|  |                                         |
|  | Ведмідь гімалайський (Ursus thibetanus) |
|  |                                         |

|  | Ведмідь білий (Ursus maritimus) |
|  |                                 |
|  | Ведмідь бурий (Ursus arctos)    |
|  |                                 |

|  | \| \| Ведмідь барибал (Ursus americanus) \| \| \| \| \| \| Ведмідь гімалайський (Ursus thibetanus) \| \| \| \| |
|  | |
|  | Ведмідь малайський (Helarctos malayanus)                                                                       |
|  | |
|  | Ведмідь барибал (Ursus americanus)                                                                             |
|  | |
|  | Ведмідь гімалайський (Ursus thibetanus)                                                                        |
|  | |

|  | Ведмідь барибал (Ursus americanus)      |
|  |                                         |
|  | Ведмідь гімалайський (Ursus thibetanus) |
|  |                                         |

|  | Ведмідь білий (Ursus maritimus) |
|  |                                 |
|  | Ведмідь бурий (Ursus arctos)    |
|  |                                 |

|  | \| \| Ведмідь барибал (Ursus americanus) \| \| \| \| \| \| Ведмідь гімалайський (Ursus thibetanus) \| \| \| \| |
|  | |
|  | Ведмідь малайський (Helarctos malayanus)                                                                       |
|  | |
|  | Ведмідь барибал (Ursus americanus)                                                                             |
|  | |
|  | Ведмідь гімалайський (Ursus thibetanus)                                                                        |
|  | |

|  | Ведмідь барибал (Ursus americanus)      |
|  |                                         |
|  | Ведмідь гімалайський (Ursus thibetanus) |
|  |                                         |

|  | Ведмідь білий (Ursus maritimus) |
|  |                                 |
|  | Ведмідь бурий (Ursus arctos)    |
|  |                                 |

|  | \| \| Ведмідь барибал (Ursus americanus) \| \| \| \| \| \| Ведмідь гімалайський (Ursus thibetanus) \| \| \| \| |
|  | |
|  | Ведмідь малайський (Helarctos malayanus)                                                                       |
|  | |
|  | Ведмідь барибал (Ursus americanus)                                                                             |
|  | |
|  | Ведмідь гімалайський (Ursus thibetanus)                                                                        |
|  | |

|  | Ведмідь барибал (Ursus americanus)      |
|  |                                         |
|  | Ведмідь гімалайський (Ursus thibetanus) |
|  |                                         |

|  | Ведмідь білий (Ursus maritimus) |
|  |                                 |
|  | Ведмідь бурий (Ursus arctos)    |
|  |                                 |

|  | \| \| Ведмідь барибал (Ursus americanus) \| \| \| \| \| \| Ведмідь гімалайський (Ursus thibetanus) \| \| \| \| |
|  | |
|  | Ведмідь малайський (Helarctos malayanus)                                                                       |
|  | |
|  | Ведмідь барибал (Ursus americanus)                                                                             |
|  | |
|  | Ведмідь гімалайський (Ursus thibetanus)                                                                        |
|  | |

|  | Ведмідь барибал (Ursus americanus)      |
|  |                                         |
|  | Ведмідь гімалайський (Ursus thibetanus) |
|  |                                         |

|  | Ведмідь білий (Ursus maritimus) |
|  |                                 |
|  | Ведмідь бурий (Ursus arctos)    |
|  |                                 |

|  | \| \| Ведмідь барибал (Ursus americanus) \| \| \| \| \| \| Ведмідь гімалайський (Ursus thibetanus) \| \| \| \| |
|  | |
|  | Ведмідь малайський (Helarctos malayanus)                                                                       |
|  | |
|  | Ведмідь барибал (Ursus americanus)                                                                             |
|  | |
|  | Ведмідь гімалайський (Ursus thibetanus)                                                                        |
|  | |

|  | Ведмідь барибал (Ursus americanus)      |
|  |                                         |
|  | Ведмідь гімалайський (Ursus thibetanus) |
|  |                                         |

|  | Ведмідь білий (Ursus maritimus) |
|  |                                 |
|  | Ведмідь бурий (Ursus arctos)    |
|  |                                 |

|  | \| \| Ведмідь барибал (Ursus americanus) \| \| \| \| \| \| Ведмідь гімалайський (Ursus thibetanus) \| \| \| \| |
|  | |
|  | Ведмідь малайський (Helarctos malayanus)                                                                       |
|  | |
|  | Ведмідь барибал (Ursus americanus)                                                                             |
|  | |
|  | Ведмідь гімалайський (Ursus thibetanus)                                                                        |
|  | |

|  | Ведмідь барибал (Ursus americanus)      |
|  |                                         |
|  | Ведмідь гімалайський (Ursus thibetanus) |
|  |                                         |

|  | Ведмідь білий (Ursus maritimus) |
|  |                                 |
|  | Ведмідь бурий (Ursus arctos)    |
|  |                                 |

|  | \| \| Ведмідь барибал (Ursus americanus) \| \| \| \| \| \| Ведмідь гімалайський (Ursus thibetanus) \| \| \| \| |
|  | |
|  | Ведмідь малайський (Helarctos malayanus)                                                                       |
|  | |
|  | Ведмідь барибал (Ursus americanus)                                                                             |
|  | |
|  | Ведмідь гімалайський (Ursus thibetanus)                                                                        |
|  | |

|  | Ведмідь барибал (Ursus americanus)      |
|  |                                         |
|  | Ведмідь гімалайський (Ursus thibetanus) |
|  |                                         |

|  | Ведмідь білий (Ursus maritimus) |
|  |                                 |
|  | Ведмідь бурий (Ursus arctos)    |
|  |                                 |

|  | \| \| Ведмідь барибал (Ursus americanus) \| \| \| \| \| \| Ведмідь гімалайський (Ursus thibetanus) \| \| \| \| |
|  | |
|  | Ведмідь малайський (Helarctos malayanus)                                                                       |
|  | |
|  | Ведмідь барибал (Ursus americanus)                                                                             |
|  | |
|  | Ведмідь гімалайський (Ursus thibetanus)                                                                        |
|  | |

|  | Ведмідь барибал (Ursus americanus)      |
|  |                                         |
|  | Ведмідь гімалайський (Ursus thibetanus) |
|  |                                         |

|  | Ведмідь білий (Ursus maritimus) |
|  |                                 |
|  | Ведмідь бурий (Ursus arctos)    |
|  |                                 |

|  | \| \| Ведмідь барибал (Ursus americanus) \| \| \| \| \| \| Ведмідь гімалайський (Ursus thibetanus) \| \| \| \| |
|  | |
|  | Ведмідь малайський (Helarctos malayanus)                                                                       |
|  | |
|  | Ведмідь барибал (Ursus americanus)                                                                             |
|  | |
|  | Ведмідь гімалайський (Ursus thibetanus)                                                                        |
|  | |

|  | Ведмідь барибал (Ursus americanus)      |
|  |                                         |
|  | Ведмідь гімалайський (Ursus thibetanus) |
|  |                                         |

### Підвиди
Традиційно визначають шістнадцять підвидів; Проте недавнє генетичне дослідження не підтверджує визначення деяких з них, наприклад чорного ведмедя Флориди, як окремих підвидів. Перелічено в алфавітному порядку відповідно до підвидової назви:
| Фото | Наукова назва                   | Повсякденна назва                                         | Розповсюдження | Опис |
| ---- | ------------------------------- | --------------------------------------------------------- | --- | --- |
|      | Ursus americanus altifrontalis  | Барибал Олімпіку                                          | Північно-західне узбережжя Тихого океану від центральної Британської Колумбії через північну Каліфорнію та вглиб країни до меж північного Айдахо та Британської Колумбії                 | |
|      | Ursus americanus amblyceps      | Барибал Нью-Мехіко                                        | Колорадо, Нью-Мехіко, західний Техас і східна половина Аризони до північної Мексики та південно-східної Юти                                                                              | |
|      | Ursus americanus americanus     | Східний барибал                                           | Східна Монтана до узбережжя Атлантичного океану, від Аляски на південь і схід через Канаду до штату Мен і на південь до Техасу. Вважається, що в деяких регіонах популяція збільшується. | Поширений у Східній Канаді та на сході США всюди, де є відповідне середовище проживання. Великий підвид; майже всі екземпляри мають чорне хутро. Дуже рідко може мати білу пляму на грудях. |
|      | Ursus americanus californiensis | Каліфорнійський барибал                                   | Гірські хребти південної Каліфорнії, на північ через Центральну долину до південного Орегону                                                                                             | Здатний жити в різноманітних кліматичних умовах: зустрічається у помірних дощових лісах на півночі та чапаралі на півдні. Невелика кількість може мати шерсть коричного кольору.            |
|      | Ursus americanus carlottae      | Барибал Хайда-Гваї або барибал Островів Королеви Шарлотти | Острови Хайда-Гваї (вони же Острови Королеви Шарлотти) і Аляска | Як правило, більша за материкові популяції з величезним черепом і молярами. |
|      | Ursus americanus cinnamomum     | Коричневий барибал                                        | Колорадо, Айдахо, західна Монтана та Вайомінг, схід Вашингтона й Орегону та північно-східна Юта                                                                                          | Має коричневе або червонувато-коричневе хутро, що нагадує корицю. |
|      | Ursus americanus emmonsii       | Льодовиковий барибал                                      | Південно-східна Аляска. | Відрізняється шерстю сріблясто-сірого кольору з блакитним блиском, що зустрічається переважно на боках..                                                                                    |
|      | Ursus americanus eremicus       | Східномексиканський барибал                               | Північно-східна Мексика та США прикордонні з Техасом. | Найчастіше зустрічається у національному парку Біг-Бенд і на межі пустелі з Мексикою. |
|      | Ursus americanus floridanus     | Флоридський барибал                                       | Флорида, південна Джорджія, Алабама та Міссісіпі (крім півдня) | Має світло-коричневий ніс і блискуче чорне хутро. Біла пляма на грудях поширена у цього підвиду. Середній самець важить 136 кг.                                                             |
|      | Ursus americanus hamiltoni      | Ньюфаундлендський барибал                                 | Ньюфаундленд | Загалом більше, ніж його материкові родичі, вагою 90 — 270 кг, в середньому 135 кг. Має один із найдовших періодів сплячки серед усіх ведмедів у Північній Америці.                         |
|      | Ursus americanus kermodei       | Кермодський барибал                                       | Центральне узбережжя Британської Колумбії | Приблизно 10 % популяції цього підвиду мають білу або кремову шерсть через рецесивний ген. Решта 90 % виглядають як барибали нормального кольору.                                           |
|      | Ursus americanus luteolus       | Лузіанський барибал                                       | Східний Техас, Луїзіана та південний Міссісіпі. Правомірність виокремлення цього підвиду неодноразово обговорювалася.                                                                    | Має відносно довгий, вузький і плоский череп і пропорційно великі моляри. |
|      | Ursus americanus machetes       | Західномексиканський барибал                              | Північно-центральна Мексика | |
|      | Ursus americanus perniger       | Кенайський барибал                                        | Кенайський півострів | |
|      | Ursus americanus pugnax         | Барибал острову Далл                                      | Далл (острів), Архіпелаг Олександра, Аляска | |
|      | Ursus americanus vancouveri     | Барибал острову Ванкувер                                  | Ванкувер (острів), Британська Колумбія | Зустрічається у північній частині острова, але час від часу з'являється у передмісті метрополійного району Вікторія.                                                                        |

## Харчування
Вид всеїдний. Майже увесь час він зайнятий пошуками їжі, яка на 80 % складається з рослин. Ранньою весною барибал з апетитом поїдає молоду траву, а в червні доповнює свій раціон жуками та личинками, здираючи кігтями кору з трухлявих пеньків і дерев. Барибал з задоволенням поїдає личинок бджіл і ос, а також дикий мед. Восени наступає пора спілих букових горіхів, різноманітних ягід і грибів, жолудів, кореневищ різних рослин. Влітку барибали збираються цілими компаніями на берегах річок, щоб поласувати лососем, який йде на нерест, й близько місяця займаються рибною ловлею. Іноді здійснюють набіги на ферми, крадучи кіз, курей, качок, іноді навіть свиней.
Залежно від місця проживання барибал впадає в сплячку на 5—7 місяців.

## Поведінка
Проявляє мало агресії до людей. За всю історію взаємодій з 1900 року, наводиться лише 61 летальний випадок, що є набагато меншим від взаємодії з іншими тваринами. Сором'язливі, якщо контакт ініційований ведмедем. Стараються уникати людей, за винятком, якщо вони не змушені знаходитись біля джерел їжі, які приманюють у населені пункти. Можуть жити у природі близько від людей у порівнянні з іншими видами ведмедів.